# High Garrett
High Garrett är en by i Essex i England. Byn ligger 26,7 km från Chelmsford. Orten har 834 invånare (2015).